# 伊利沙伯十字勳章

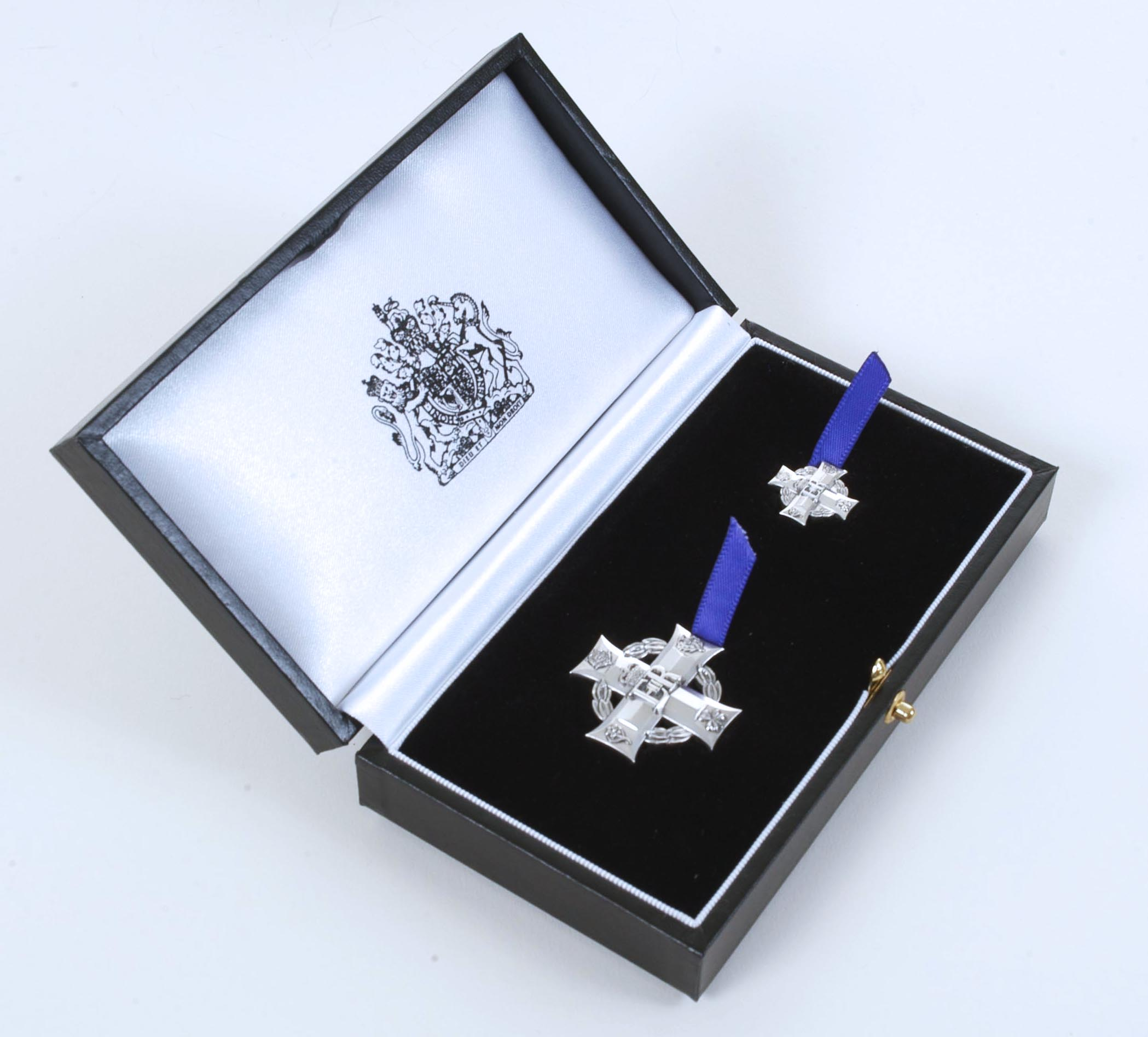
放有一大一小伊利沙伯十字勳章的盒子

伊利沙伯十字勳章（英語：Elizabeth Cross），是英國的一款頒授予在二次大戰後於作戰中陣亡或在恐怖襲擊中殉職的軍人勳章，由於該勳章屬於追贈性質，故此取得該勳章的軍人都是由遺屬代領。這款勳章於2009年7月設立並冠上當時的英國君主伊利沙伯二世之名，於同年8月18日首次頒發，並且追贈予自1948年起在執行任務中殉職的英國軍人。
基於伊利沙伯十字勳章只頒發給殉職軍人，其追贈性質具有悼念的用途，故此代領的遺屬均會得到一大一小的同款勳章，兩個勳章會放在一個外面是皮製的錦盒內，較大的一面勳章是給予遺屬，例如該名軍人的遺孀，可保留作紀念之用，而較細小的一面勳章可放入殉職軍人的棺木或放置於墓地作為陪葬用途。